# ギジェットは15才
『ギジェットは15才』（ギジェットは15さい）は、サーフィン好きで恋多き十代の娘ギジェットと、カリフォルニア大学ロサンゼルス校 (UCLA) の教授で男やもめの父ラス・ローレンスとの生活を描いたアメリカ合衆国のシチュエーション・コメディである。ギジェット役をサリー・フィールドが、父親役をドン・ポーターが演じた。最初の放送はアメリカン・ブロードキャスティング・カンパニー (ABC) において1965年9月15日から1966年4月21日まで行われ、同局のレギュラー番組としては最初のカラー放送となった。しかし視聴率は芳しくなく、放送は第1シーズンで打ち切られた。翌夏の再放送時には若干の人気を得たものの、打ち切りの決定が覆ることはなかった。

## 設定
設定や登場人物はフレデリック・コーナーが1957年に出版した小説『Gidget, the Little Girl with Big Ideas』に基づいており、脚本もコーナーの監修によるものである。この小説はコーナーの十代の娘キャシーの遍歴に着想を得たもので、1959年にはサンドラ・ディー、ジェイムズ・ダレン、クリフ・ロバートソンらの出演で映画化された。続いて制作されたのがテレビ版であるが、筋や細部において映画版とは多数の相違が見られる。コーナーの原作に登場するギジェットの親友ラルーと、既婚の姉アン・クーパーは映画版では省かれていたが、テレビ版には登場している。原作では知的だが恩着せがましい精神科医であるギジェットの義兄ラリー・クーパーは、テレビ版ではジョン・クーパーの名で登場し、愚鈍ながら愛すべき性格の心理学の学生として描かれている。

## 登場人物

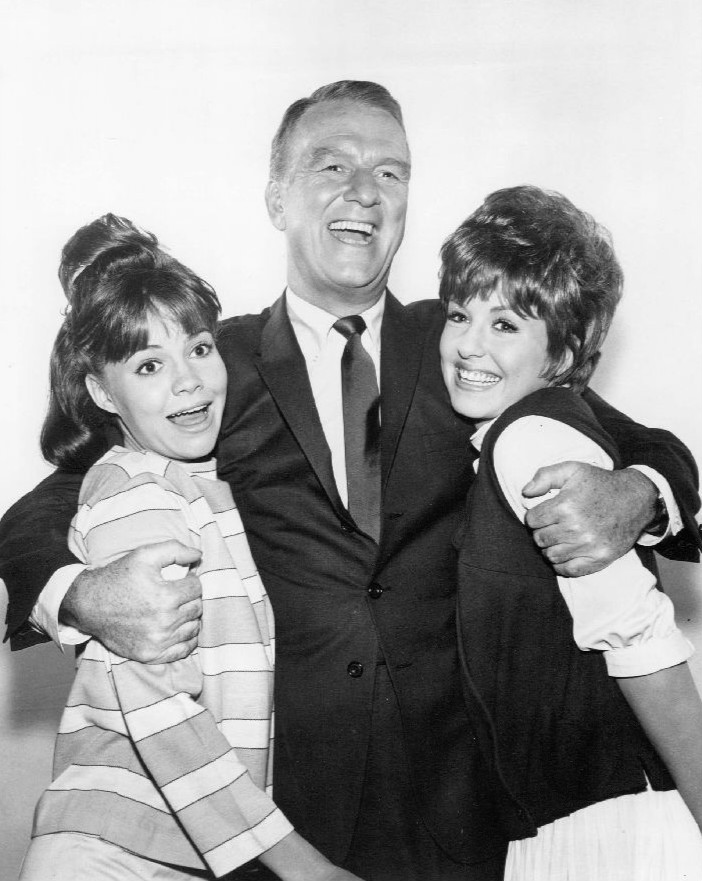
本作のメインキャストであるサリー・フィールド、ドン・ポーター、ベティ・コーナー。1965年撮影。

サーファー目当てで浜辺に入りびたる典型的な南カリフォルニアの娘、フランシス・"ギジェット"・ローレンスをサリー・フィールドが、その父でUCLAの教授ラッセル・ローレンスをドン・ポーターが演じる。脇役としてギジェットの既婚の姉アン・クーパーをベティ・コナーが、その夫で心理学の学生のジョン・クーパーをピート・デュエルが、ギジェットの親友ラルーをリネット・ウィンターが演じる。そのほか、ギジェットのボーイフレンドであるジェフ・"ムーンドギー"・マシューズ役としてスティーブン・マインズが、ギジェットの学校友達としてシド（マイケル・ネーダー）、ランディ（リッキー・ソレンセン）、トビー（ボブ・ビーチ）が登場する。

## 物語
物語はフランシス・"ギジェット"・ローレンスと父ラッセル・ローレンスとの父娘関係に焦点を当てている。ギジェットは学校で、家庭で、そして近隣の浜辺で騒動を引き起こす。父ラッセル・ローレンスはそんな15歳の娘を多大な労力を費やして教え導く。既婚の姉アンとその夫ジョンはやってきては口を挿んでいく。ギジェットの親友ラルーはギジェットと一緒になって羽目を外す役どころである。各話はギジェットが父から助言を与えられ、無意味な騒動の中からも分別を学んでいくところで終わる。ときにギジェットは第四の壁を破り、その日の物語で得た教訓を視聴者に直接語りかける。

## 制作
収録はカリフォルニア州バーバンクのコロンビア/ワーナーランチで行われた。ローレンス家の外観と台所は過去に『Hazel』でバクスター家として使われていたもので、同時期に撮影されていた『奥さまは魔女』にも登場する。
当時18歳のサリー・フィールドは他に75人いた候補者を押しのけて主役を得たが、サーフィンの経験が全く無く、カメラの前でサーフィンの真似だけができるように訓練を受けた。Phil Sauerは「サーフィン技術顧問」の名義で指導にあたり、劇中で使われたサーフボードも提供した。
原作と映画版ではギジェットはブロンドであるという設定になっているが、テレビ版ではブルネットである。
主題歌はハワード・グリーンフィールドが作詞し、ジャック・ケラーが作曲した。パイロット版ではフォー・フレッシュメンが、以降はジョニー・ティロットソンが歌っている。

## 反響
番組はCBSの『じゃじゃ馬億万長者』、NBCの『バージニアン』といった、いずれも既に強い支持を受けていた他局の番組との厳しい競争に直面し、低視聴率に苦しんだABCは1966年の春に打ち切りを決めた。1966年夏に行われた再放送では一定の視聴者を得たものの、ABCの幹部は1967年にサリー・フィールド主演で『いたずら天使』の制作を決め、『ギジェットは15才』が復活することはなかった。後にサリー・フィールドは『ギジェットは15才』の仕事の方が好きだった、『いたずら天使』は嫌だったと述べている。

## 放送後
『ギジェットは15才』はシンジケーション放送の形でその後も何年かは放送が続いた。続編として『Gidget Grows Up』と『Gidget Gets Married』の2本がテレビ映画の形で制作された。1980年代初頭には『ギジェットは15才』が再放送され、番組の知名度向上に寄与した。後に別の続編としてテレビ映画『マリブ・ビーチ/夏の約束』(Gidget's Summer Reunion)が、1986年には新シリーズ『The New Gidget』が制作された。

## 日本でのテレビ放送
日本では1970年5月30日から同年9月26日までTBS系列 (JNN) で放送された。放送時間は毎週土曜 19:00 - 19:30 （日本標準時）。
日本語版でのギジェットの声は太田淑子が吹き替えた。

## 関連商品
1960年代ミルトン・ブラッドリー社は"Gidget Fortune Teller"という名のゲームの製造販売を行っていた。このゲームは外箱、ゲーム盤、カードなどにサリー・フィールドの写真を使用している。

## DVD
2006年3月21日、ソニー・ピクチャーズ・ホーム・エンタテインメントはシリーズ全32話を収録したDVD『Gidget: The Complete Series』をリージョン1で発売した。このDVDには新規収録されたサリー・フィールドのインタビューや、オリジナルパイロットなどが含まれる。